# Mästarnas mästare 2021
Den trettonde säsongen av TV-programmet Mästarnas mästare sändes i Sveriges Television mellan den 14 mars och 16 maj 2021. Säsongen spelades främst in på Bjärehalvön i Skåne, men även delvis i nordvästra Skåne (bland annat i Påarp) och i södra Halland (bland annat utanför Skottorps slott), under september 2020. Det är första gången programmet utspelar sig i Sverige (istället för runt Medelhavet) och anledningen till detta är coronavirusutbrottet i Europa. Andra potentiella inspelningsplatser var norra Sverige och Gotland.

## Deltagare
Deltagarlistan presenterades den 25 augusti 2020 och innehöll tio mästare fördelade på två tävlingsgrupper. Listan kom dock att revideras, vilket skedde efter att både den före detta backhopparen Jan Boklöv och före detta ishockeyspelaren Anders Hedberg stoppades från att delta på grund av hälsoskäl. Boklövs plats ersattes av den före detta skidskytten Fredrik Lindström, medan Hedbergs plats ersattes av den före detta fyrspannskusken Tomas Eriksson. Med anledning av de två avhoppen gjordes även den ursprungliga gruppindelningen om något. Under en av de tidiga inspelningsdagarna skadades även deltagaren Bengt Gustafsson i en av tävlingarna. Vid tidpunkten var det oklart om han kunde fullfölja sitt deltagande eller ej. Boklöv gästade dock i avsnitt 2 för att TV-tittarna skulle få uppleva hans karriär.

### Grupp 1
Den första gruppen tävlade under avsnitt 1–3 (14–28 mars 2021):
| Namn             | Sport       |
| ---------------- | ----------- |
| Bengt Gustafsson | Volleyboll  |
| Frida Östberg    | Fotboll     |
| Johan Olsson     | Längdskidor |
| Johanna Larsson  | Tennis      |
| Sanna Tidstrand  | Speedski    |

### Grupp 2
Den andra gruppen tävlade under avsnitt 4–6 (4–18 april 2021):
| Namn              | Sport      |
| ----------------- | ---------- |
| André Myhrer      | Alpint     |
| Fredrik Lindström | Skidskytte |
| Linnea Torstenson | Handboll   |
| Therese Alshammar | Simning    |
| Tomas Eriksson    | Fyrspann   |

## Nattduellen
Nattduellen var den grenen i programmen som avgjorde vilken deltagare som varje vecka fick lämna tävlingen och hamna i Mästarkvalet. I duellen möttes varje gång den mästare som totalt sett efter tre grenar hamnat sist och en mästare som den förstplacerade valt ut. Likt de senaste säsongerna hölls ingen nattduell i det inledande gruppspelsmötet, både i den första och andra gruppen. Istället tog alla deltagarna med sig sina poäng från det första grupprogrammet till det andra, där en duell sedan hölls.
Nattduellen bestod av fem lysande stavar på ett bord. När en av stavarna slocknade skulle man ta den och den som tog staven först vann och fick stanna kvar i tävlingen. Tävlingen kördes i tre omgångar, där den person som först vunnit två omgångar hade vunnit nattduellen. För att armarna skulle vara på lika långt avstånd från stavarna tvingades de tävlande hålla i två stycken kättingar, som satt fast i marken. Tappade någon av de tävlande kättingen innan staven slocknade gick segern i den omgången till motståndaren.
| Avsnitt | Datum (2021) | Nattduell mellan                        | Vinnare omgång 1  | Vinnare omgång 2  | Vinnare omgång 3  | Utslagen          |   |
| ------- | ------------ | --------------------------------------- | ----------------- | ----------------- | ----------------- | ----------------- | - |
| 1       | 14 mars      | —                                       | —                 | —                 | —                 | —                 | — |
| 2       | 21 mars      | Frida Östberg och Sanna Tidstrand       | Frida Östberg     | Sanna Tidstrand   | Frida Östberg     | Sanna Tidstrand   |   |
| 3       | 28 mars      | —                                       | —                 | —                 | —                 | —                 | — |
| 4       | 4 april      | —                                       | —                 | —                 | —                 | —                 | — |
| 5       | 11 april     | Therese Alshammar och Tomas Eriksson    | Therese Alshammar | Tomas Eriksson    | Therese Alshammar | Tomas Eriksson    |   |
| 6       | 18 april     | Fredrik Lindström och Therese Alshammar | Fredrik Lindström | Therese Alshammar | Fredrik Lindström | Therese Alshammar |   |
| 7       | 25 april     | Bengt Gustafsson och Frida Östberg      | Frida Östberg     | Frida Östberg     | —                 | Bengt Gustafsson  |   |
| 8       | 2 maj        | Frida Östberg och Johanna Larsson       | Frida Östberg     | Johanna Larsson   | Johanna Larsson   | Frida Östberg     |   |
| 9       | 9 maj        | Linnea Torstenson och Johanna Larsson   | Johanna Larsson   | Johanna Larsson   | —                 | Linnea Torstenson |   |
| 10      | 16 maj       | —                                       | —                 | —                 | —                 | —                 | — |

### Mästarkvalet
Mästarkvalet leddes av Pernilla Wiberg och sändes enbart på SVT Play i samband med de vanliga avsnitten. Där tävlade de utslagna mästarna först enskilt mot Wiberg och vann de mot henne fick de en fördel i gruppduellen. Den som vann gruppduellen fick en fördel i finalen, i vilken samtliga utslagna mästare tävlade om en plats att återvända till Mästarnas mästare och Mästarhuset.

#### Resultattabell: Grupp 1

##### Enskilda dueller
Tidstrand tävlade i avsnitt 2 mot Wiberg och i avsnitt 3 mot tidigare deltagaren Jörgen Persson i en gruppduell. Persson, som medverkade i säsong 8, ersatte den skadade Johan Olsson i Mästarkvalet, men tävlade inte om att återvända till Mästarhuset.
Avsnitt 2
| Deltagare       | Plats |
| --------------- | ----- |
| Sanna Tidstrand | 1     |
| Pernilla Wiberg | 2     |

##### Gruppduell
| Deltagare       | Plats |
| --------------- | ----- |
| Sanna Tidstrand | 1     |
| Jörgen Persson  | 2     |

#### Resultattabell: Grupp 2

##### Enskilda dueller
Eriksson tävlade i avsnitt 4 mot Wiberg och Alshammar tävlade i avsnitt 5 mot Wiberg.
Avsnitt 4
| Deltagare       | Plats |
| --------------- | ----- |
| Pernilla Wiberg | 1     |
| Tomas Eriksson  | 2     |

Avsnitt 5
| Deltagare         | Plats |
| ----------------- | ----- |
| Pernilla Wiberg   | 1     |
| Therese Alshammar | 2     |

##### Gruppduell
I avsnitt 5 tävlade Eriksson mot Alshammar i en gruppduell.
| Deltagare         | Plats |
| ----------------- | ----- |
| Therese Alshammar | 1     |
| Tomas Eriksson    | 2     |

#### Final
I avsnitt 6 tävlade samtliga deltagare i en hinderbana. Tidstrand hade tio sekunders försprång före Alshammar, i och med sina vinster i duellerna. Alshammar, som hade en duellvinst, hade tio sekunders försprång före Eriksson, som inte vann någon av sina dueller. De tävlande var tvungna att först klättra över en vägg för att sedan plocka upp en säck med bokstavsklossar. Därefter skulle de gräva sig under en mur för att avslutningsvis kasta prick på det klosstorn de hade byggt upp i bokstavsordning. Alshammar gick segrande ur finalen och fick då chansen att möta Bengt Gustafsson (som nyligen blivit utslagen ur Mästarnas mästare) i en enskild duell.
| Deltagare         | Plats |
| ----------------- | ----- |
| Therese Alshammar | 1     |
| Tomas Eriksson    | 2     |
| Sanna Tidstrand   | 3     |

## Slutgiltig placering och utslagningsschema

Den trettonde säsongen av Mästarnas mästare spelades in under september 2020, främst på Bjärehalvön i Skåne.

### Resultattabell: Grupp 1
| Deltagare        | Plats | 1  | 2  | 1+2 | 3 |
| ---------------- | ----- | -- | -- | --- | - |
| Bengt Gustafsson | 1     | 12 | 8  | 20  | 8 |
| Johanna Larsson  | 2     | 11 | 13 | 24  | 8 |
| Frida Östberg    | 3     | 7  | 8  | 15  | 3 |
| Johan Olsson     | 4     | 16 | 3  | 19  | 7 |
| Sanna Tidstrand  | 5     | 11 | 5  | 16  |   |

### Resultattabell: Grupp 2
| Deltagare         | Plats | 4   | 5  | 4+5  | 6  |
| ----------------- | ----- | --- | -- | ---- | -- |
| André Myhrer      | 1     | 19  | 16 | 35   | 14 |
| Linnea Torstenson | 2     | 7   | 7  | 14   | 9  |
| Fredrik Lindström | 3     | 18  | 0  | 18   | 7  |
| Therese Alshammar | 4     | 7,5 | 5  | 12,5 | 9  |
| Tomas Eriksson    | 5     | 5,5 | 8  | 13,5 |    |

### Slutspel: Semifinal och final
Finalen avgjordes den 16 maj 2021 mellan André Myhrer, Johanna Larsson, Therese Alshammar och Fredrik Lindström. Den första grenen vanns av Myhrer som därmed fick tio sekunders försprång mot tvåan, Alshammar, som i sin tur fick tio sekunders försprång mot trean, Larsson, som i sin tur fick tio sekunders försprång mot fyran, Lindström, inför den andra grenen. Den andra grenen vanns av Myhrer som därmed fick femton sekunders försprång mot tvåan, Larsson, som i sin tur fick femton sekunders försprång mot trean, Alshammar. Lindström kom sist och åkte därmed ut ur Mästarnas mästare. Inför den tredje grenen, Jaktstart, hade Myhrer tjugo sekunders försprång mot Larsson, som i sin tur hade tjugo sekunders försprång mot Alshammar. Jaktstarten vanns av Myhrer och tvåa kom Larsson, vilket betydde att Alshammar blev utslagen. I den avgörande finalen skulle de två kvarvarande deltagarna först hänga i sina armar i fem minuter för att sedan lösa upp en kedja som satt fast i en ställning och ta med sig denna kedja. Efter det skulle de låsa upp en låda och klara av ett pussel med trästavar, där trästavarna var gömda i varsin höstack. Det sista och avgörande momentet var att gå balansgång med trästavarna, lägga kedjan i en vågskål och sedan kasta trästavarna så att vågskålen slog över och sprängde en ballong. Detta moment vanns av Myhrer som därmed blev Mästarnas mästare 2021.
| Deltagare         | Plats | 7  | 8     | 9  | 10      |
| ----------------- | ----- | -- | ----- | -- | ------- |
| André Myhrer      | 1     | 21 | 21    | 16 | Vinnare |
| Johanna Larsson   | 2     | 12 | 11    | 6  | Tvåa    |
| Therese Alshammar | 3     |    | 17    | 12 | Trea    |
| Fredrik Lindström | 4     | 21 | 13    | 18 | —       |
| Linnea Torstenson | 5     | 8  | 17    | 5  |         |
| Frida Östberg     | 6     | 6  | 5     |    |         |
| Bengt Gustafsson  | 7     | 6  | [ h ] |    |         |